# Dragon oriental
Cette page contient des caractères spéciaux ou non latins. S’ils s’affichent mal (▯, ?, etc.), consultez la page d’aide Unicode.
Pour les articles homonymes, voir Yong (homonymie), Dragon et Quatre dragons asiatiques.

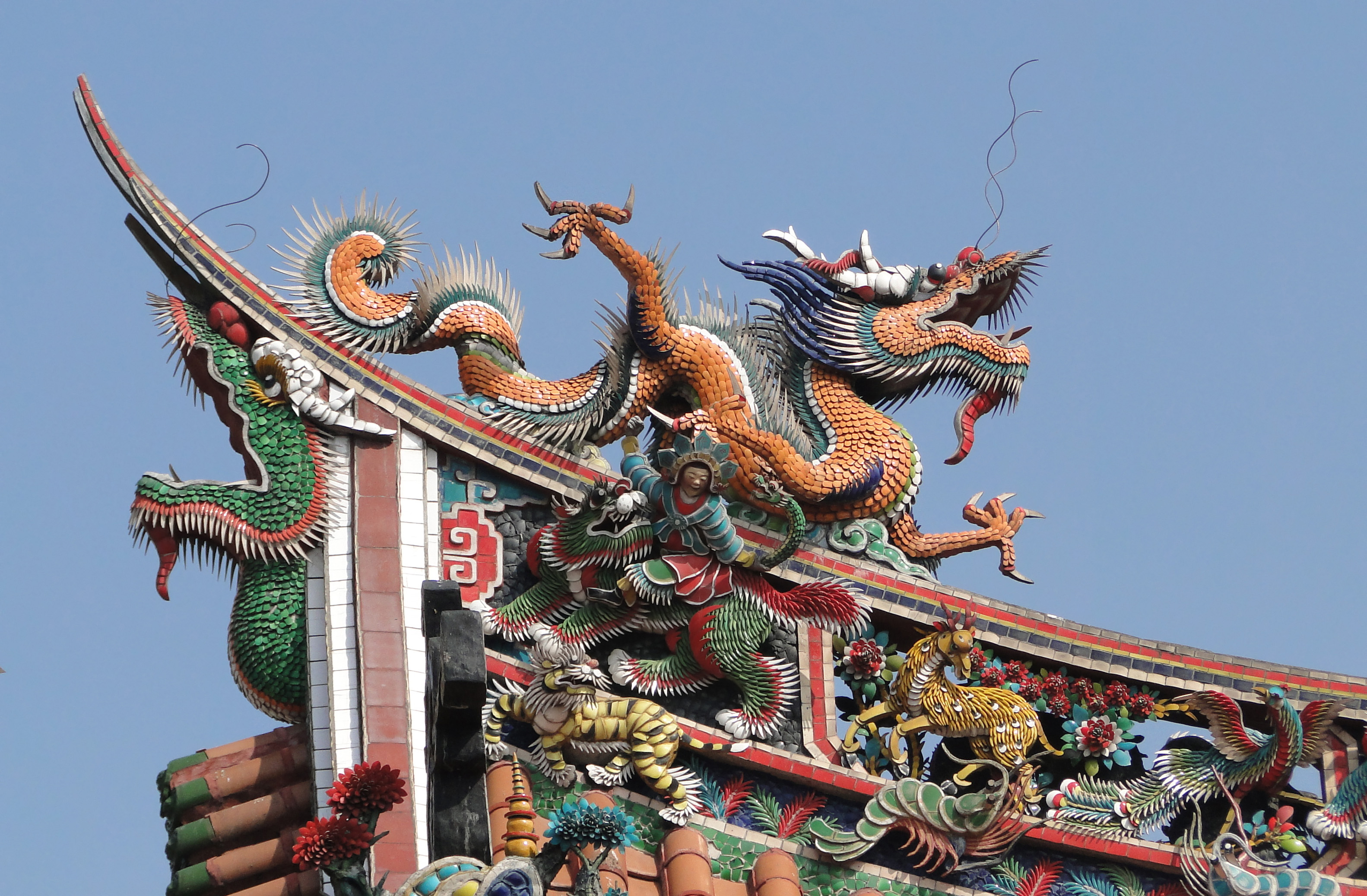
Dragon sur le sanctuaire principal du Temple Longshan à Taipei.

Le dragon oriental est l'un des deux grands types de dragons, et qui s'oppose au dragon européen du fait de son apparence physique particulière longue et sans ailes et de ce qu'il symbolise. Il représente les forces de la nature et dès lors doit être considéré avec précaution car, comme la nature, il peut être dangereux. Différentes formes, aux noms différents, existent en Asie, néanmoins de morphologie assez semblable. Le dragon chinois est le plus représentatif de tous, créature de la sphère culturelle chinoise qui est répandu sur une grande partie de l'Asie. À travers ces cultures se retrouve la symbolique du dragon en tant que représentant de l'empereur ou du représentant du pouvoir. Il existe dans l'astrologie chinoise un signe du dragon, que l'on retrouve de fait, symbolisant les mêmes années, dans l'astrologie coréenne, japonaise, mongole, tibétaine et vietnamienne.

## Chine: leLong

### Morphologie

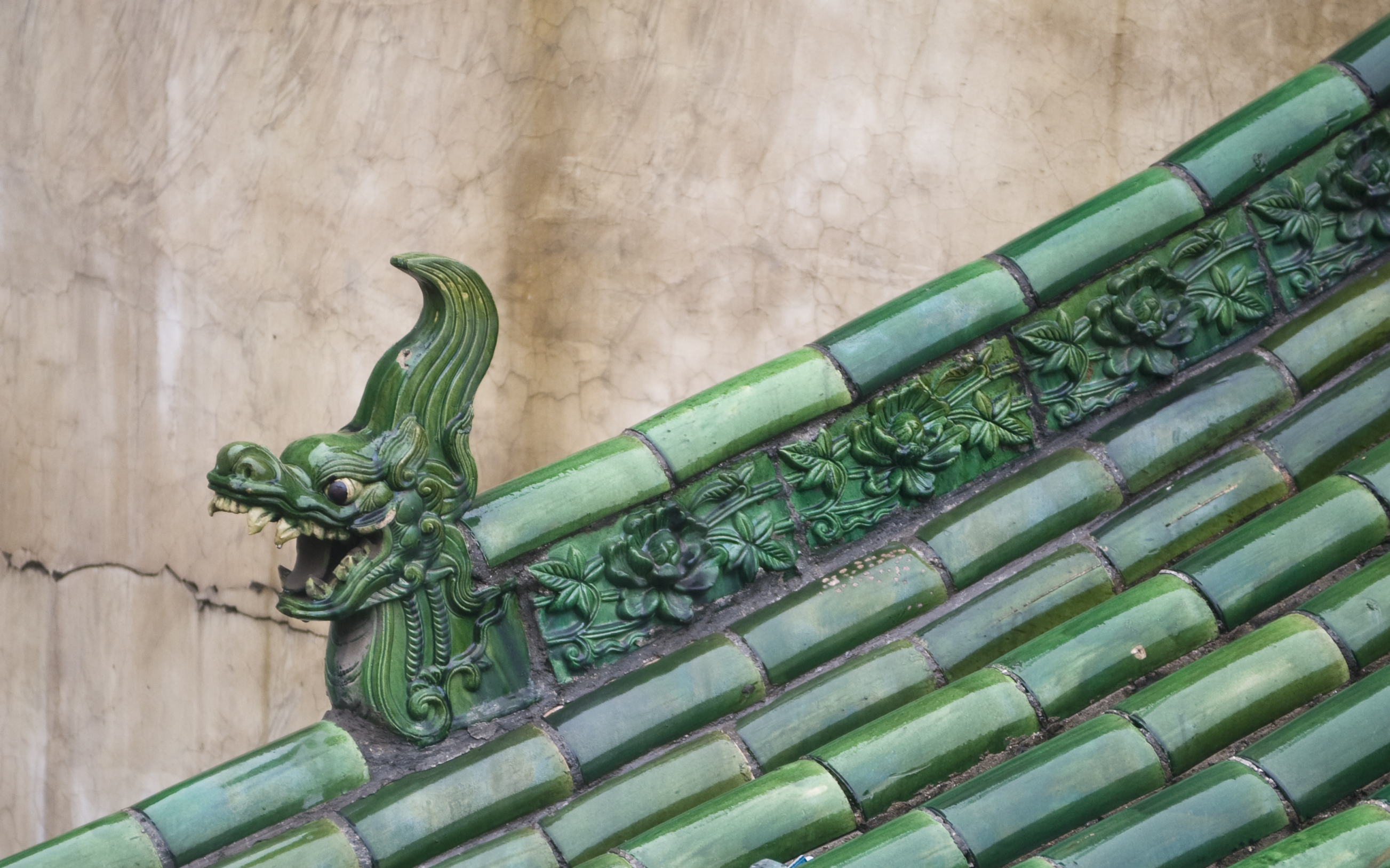
Figure de chiwen (ou 蚩吻 également appelé en japonais), un des neuf fils du dragon, protecteur des incendies sur une crête de toiture en tuiles vertes, au musée Chungyanggong, Taiyuan, Shanxi, Chine.

Le dragon chinois est une créature composite caractérisée par un corps serpentin et une féroce gueule barbue. Les détails de sa morphologie varient selon les sources et les époques.
Selon le philosophe Wang Fu (78-163), vivant sous la dynastie Han, il emprunte des traits à pas moins de neuf animaux : il a une tête de chameau, des yeux de démon, des oreilles de bovidé, les bois d’un cervidé, un cou de serpent. De plus, ses pattes de tigre se terminent par des serres d’aigle. Son ventre est celui d'un mollusque et le reste de son corps est couvert de 117 écailles de carpe, dont 81 sont mâles (yáng, 阳 / 陽, yáng) et 36 femelles (yin, 阴 / 陰, yīn).
On compare sa voix au son que l'on produirait en tambourinant sur des casseroles de cuivre.
Le dragon chinois n'a ordinairement pas d'ailes, ce qui ne l'empêche pas de voler, grâce à la crête surplombant son crâne (chi’ih-muh ou poh-shan, 破掸, pòdǎn).
Mais sa principale source de pouvoir réside dans une grosse perle qu'il cache sous les replis de son menton ou dans sa gorge. Cette perle est souvent synonyme de bonheur, d'abondance, de sagesse ou de connaissance pour celui qui la possède.
Contrairement à son cousin occidental, le dragon chinois ne ressemble pas à un dragon dès sa naissance. Il passera par divers stades de métamorphose qui s’étendent sur trois mille ans.
L'œuf de dragon n'éclot qu'après mille ans, donnant naissance à un serpent aquatique. Il acquiert, après cinq cents ans, une tête de carpe (jiao, 蛟, jiāo). La parenté entre dragons et carpes ne s'arrête pas là : selon la tradition, il existe dans le pays plusieurs chutes d'eau et cascades nommées « Porte du dragon ». Les carpes qui parviennent à les remonter se changent en dragons.
Durant la suite de sa métamorphose, le dragon chinois conserve un corps anguiforme, mais celui-ci se couvre d'écailles, de longues moustaches sensorielles caractéristiques et une barbe se développe. Il développe aussi 4 courtes pattes terminée par des serres, ainsi qu'une queue allongée. Le dragon impérial possède cependant 5 doigts à chaque patte. À ce stade, le dragon s'appelle jiao-long (chinois traditionnel : 蛟龍 ; chinois simplifié : 蛟龙 ; pinyin : jiāolóng ; Wade : kiao-lung), ou simplement long (龍 / 龙, lóng, Wade : lung), le terme jiao chinois : 蛟 ; pinyin : jiāo ; Wade : kiao se référant en particulier au dragon capable de générer des tempêtes et inondations.
Il n'arrivera en effet à percevoir les sons que cinq siècles plus tard, lorsque ses cornes en bois de cerf se développent, lui permettant d'entendre. Cette forme est la plus commune dans les représentations traditionnelles du dragon. Elle se nomme jiao-long (腳龍 / 脚龙, jiǎolóng, Wade : kioh-lung, « Dragon (avec des) pieds »). La présence de ces cornes est sans doute inspirées par les bois fossiles du cerf disparu, Cervocerus (en), fréquents dans certains gisements de Chine centrale.
Il atteint finalement l'âge adulte après un autre millénaire, obtenant de facto une paire d'ailes ramifiées. Il devient à ce moment le ying-long (应龍 / 应龙, Wade : ying-lung),,,,,.
On imagine aujourd'hui aussi des dragons chinois, tout comme d'autres dragons orientaux, possédant une longue crinière dorsale, un ventre de serpent, cinq, quatre ou trois doigts griffus, des cornes à la place des bois, etc.

### Variétés

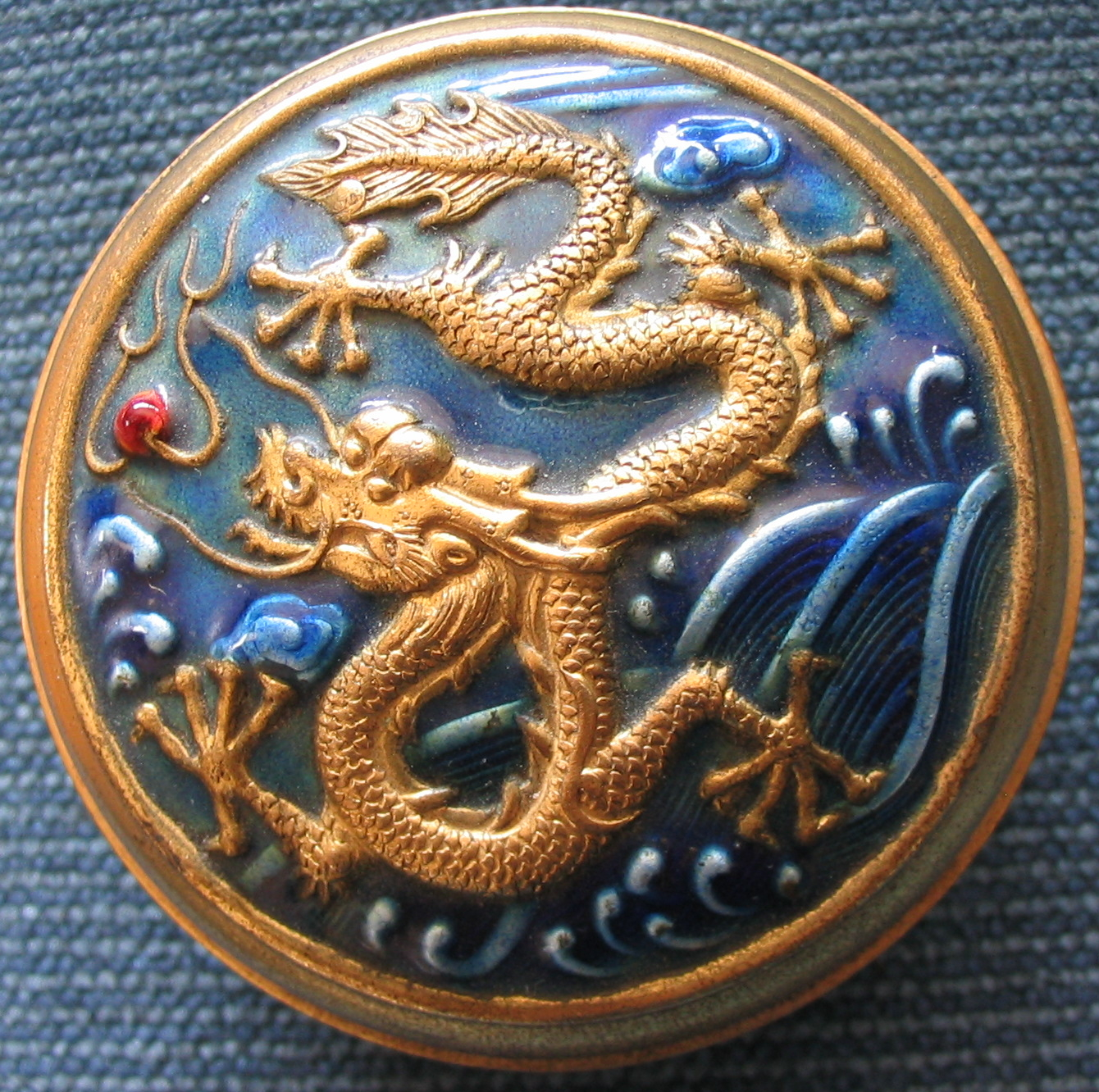
Dragon chinois impérial décorant une boîte à pilules.

Le nombre de dragons du panthéon chinois est particulièrement important. Ils peuvent être messagers des dieux, guides des humains, gardiens des richesses de la terre, ou maîtres des éléments. Néanmoins certains types se détachent par leur importance :
- Tian-long (chinois traditionnel : 天龍 ; chinois simplifié : 天龙 ; pinyin : tiān lóng ; Wade : t’ien-lung ; litt. « le dragon du ciel »), le dragon céleste. C'est le gardien des demeures divines et le protecteur des cieux. Il porte parfois les palais des dieux directement sur son dos, les maintenant en l'air. Il symbolise l'élévation vers un état supérieur ;
- Shen-long (神龍 / 神龙, shén lóng, Wade : shen-lung, « dragon spirituel »). Ce dragon ailé aux écailles d'azur fait tomber la pluie en marchant sur les nuages, et fertilise de ce fait la terre. Cependant le vent et la pluie dont il est responsable peuvent aussi être source de catastrophes, raison pour laquelle on les craignait tout autant qu'on les vénérait. C'était aussi le symbole impérial. Seul l'empereur était autorisé à arborer le dragon à cinq griffes, entre autres sur ses vêtements de cérémonie ;
- Di-long (地龍 / 地龙, dì lóng, Wade : ti-lung, « dragon terrestre »). Il est le maître des sources et des cours d’eau qu'il dirige à son gré. Il séjourne durant l'été dans le ciel et passe l'automne dans la mer ;
- Fu-zang long (伏藏龍 / 伏藏龙, fúzàng lóng, Wade : fu-ts’ang-lung, « dragon gardien des trésors »). C'est le protecteur des fabuleux trésors de pierres et de métaux précieux enfoui au sein de la terre, et interdits aux hommes.

Il existe d'autres dragons possédant une certaine renommée comme :
- Huanglong (黃龍 / 黄龙, huáng lóng, Wade : ?-lung, « dragon jaune », parfois traduit en cheval-dragon). C'est le messager divin qui émergea de la rivière Luo pour communiquer aux hommes, par l'intermédiaire de Fuxi, les huit trigrammes du système divinatoire connu sous le nom de Yi Jing ;
- Panlong (蟠龍 / 蟠龙, pán lóng, Wade : pʻan-lung, « dragon qui tournoie »). Ces dragons sont connus pour vivre dans les lacs de l'Est ;
- à la fin de sa vie, Huángdì, enfourcha un dragon pour se diriger vers l'Ouest avant d'être arrêté par l'un de ses ministres ;
- c'est grâce à un dragon que Yu le Grand put mettre au point les techniques d'irrigation et drainer les eaux surabondantes. Il monta vers le séjour céleste sur ce même dragon à sa mort ;
- Long wang (龍王 / 龙王, lóng wáng, « roi-dragon ».

### Attributions
Le dragon oriental est intimement lié au climat et à l'eau. Il a d'ailleurs tendance à vivre dans ou à proximité de grandes étendues d’eau : fleuves tumultueux, au fond des océans ou au cœur des gros nuages. Comme ses attributs, le dragon était à la fois bénéfique et dangereux.
La croyance dans les dragons est plus forte que celle dans les autres dieux, car le peuple les voit avec fréquence dans les nuages changeants. On dit en Chine que « quand les dragons entendent le tonnerre, ils se lèvent ; les nuages arrivent et, s’étant tous formés, les dragons montent et circulent ainsi dans le ciel ».

### Mythes

#### Le déluge
Dans la mythologie chinoise, comme dans d'autres, existe un mythe du déluge. Celui-ci est provoqué par Gonggong (ou Kong Kong), un monstre décrit comme un dragon noir ou parfois comme un serpent à tête humaine et aux cheveux rouges.
Cette créature aurait renversé d'un coup de corne l'un des piliers du monde, le mont Buzhou. Ceci aurait eu pour effet de faire basculer le Ciel et la Terre et de provoquer le déluge. On retrouve dans le Huainan Zi l'histoire suivante :
« 
Jadis, Gong-Gong et Chuanxi se disputaient le trône ; dans sa fureur, Gong-Gong donna de la tête contre le mont Buzhou. Or, le mont Buzhou était l’un des piliers qui soutenaient le ciel. Il se brisa, et la corde qui retenait la terre se rompit de même. Le ciel fut plus au nord-ouest : le soleil, la lune et les étoiles se déplacèrent alors dans cette direction. La terre s’enfonça dans sa partie sud-est : les eaux se dirigèrent de ce côté-là. »
La déesse Nugua (Niu Gua, Nüwa, Nü Kua, ou encore Niu-koua), au corps de serpent ou de dragon, mais au visage humain également, combattit l'inondation et répara le Ciel (comme le fait parfois Yu le Grand dans d'autres mythes, voir infra).
Voici ce qu'en dit le Huainan Zi :
« 
Dans les temps très anciens, les piliers qui soutenaient le ciel aux quatre points cardinaux se rompirent et la terre se fissura. Le ciel ne couvrait plus entièrement la terre, et la terre ne portait plus entièrement le ciel. Le feu ne cessait de s’étendre ; les eaux débordaient de partout. Les fauves dévoraient les honnêtes gens, et les oiseaux de proie enlevaient vieillards et enfants. Ainsi Nüwa fit-elle fondre des pierres de cinq couleurs et avec la pâte qu’elle en obtint, elle répara le ciel azuré ; elle trancha les quatre pattes d’une grande tortue de mer pour en faire des piliers supportant le ciel aux quatre points cardinaux, terrassa un dragon noir qui tourmentait les Chinois ; de plus, elle mit le feu à des roseaux et avec la cendre elle jugula les crues. La voûte céleste était restaurée et à nouveau supportée par quatre solides piliers, les eaux étaient domptées, la Chine apaisée, les bêtes nuisibles exterminées, et le peuple put enfin vivre en paix.  »

Dans d'autres mythes, c'est par Yu le Grand que se fit l'endiguement du déluge ainsi que la création des canaux en Chine. Pour ce faire il se fit aider d'un dragon comme indiqué dans le Shi Yi Ji :
« 
Yu s’efforçait de creuser des canaux. Il canalisait les cours d’eau et aplanissait les collines. Ce faisant, il avait devant lui un dragon qui ouvrait la marche, et, derrière lui, une tortue noire qui portait sur son dos la terre magique. »

### Symboliques du dragon chinois

#### Dragon impérial

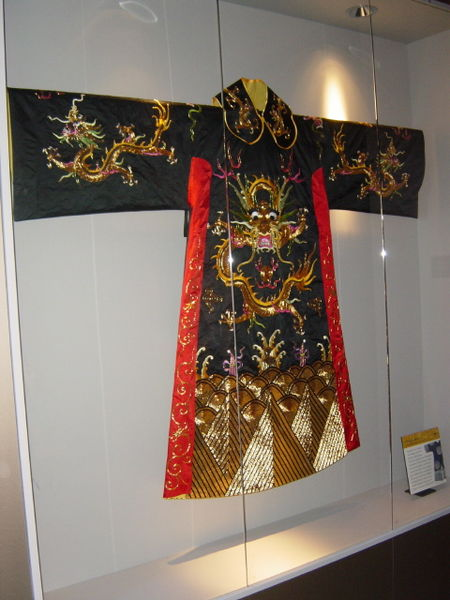
Réplique d'une robe brodée d'un dragon de la dynastie Qing, utilisée à l'opéra de Pékin.

Drapeau de la Chine sous la dynastie Qing en 1889.

Les dragons font partie des mythes fondateurs de la civilisation chinoise, étant souvent à l'origine des dynasties. Le cycle des exploits de Yu montre par exemple comment cet empereur mythique organise son empire avec l'aide décisive d'un dragon ailé.
Cette créature fut l'un des symboles utilisés par les empereurs de presque toutes les dynasties chinoises. Cette tradition fut suivie lorsque le dragon se répandit dans les contrées limitrophes. Tous les empereurs de Chine ont régné sous le signe du dragon, et ils étaient même considérés comme « fils du Dragon » ayant reçu le « mandat du ciel ».
La « perle du Dragon » désigne d'ailleurs la sagesse de l'empereur, la perfection de sa pensée et de ses ordres. Mao Zedong aurait dit un jour : « On ne discute pas la perle du dragon », signifiant de la sorte que la perfection ne peut être connue, ou simplement qu'il n'était pas souhaitable que sa pensée soit remise en cause.
Les vêtements de parade des empereurs, comme les murs de leurs palais, étaient abondamment décorés de dragons à 5 griffes, (les hauts dignitaires devant se contenter de dragons à 3 ou 4 griffes), et il n'était pas rare qu'un chef rebelle qu'on n'avait pu vaincre par la force reçoive une somptueuse robe brodée de dragons orientaux. À certaines époques, les vêtements ornés d'un dragon étaient un privilège impérial ; en revêtir un sans autorisation expresse constituait une infraction punie de mort. Pendant la dernière période de la dynastie Qing, le dragon fut adopté comme emblème sur le drapeau national,,.

#### Nombre du dragon
En Chine, le nombre neuf est considéré comme de bon auspices (« neuf » 九, jiǔ ressemblant à « ancien », « depuis un long moment » 久, jiǔ) et les dragons chinois y sont souvent associés. Par exemple, un dragon chinois est normalement décrit en termes de neuf attributs et a habituellement 117 écailles soit 81 (9 x 9, 9 étant le chiffre du Vieux Yang) mâles et 36 (6x6, 6 étant le chiffre du Vieux Yin) femelles. De même, le nombre d'animaux dont sont issues les caractéristiques du dragon sont au nombre de neuf. On les appelle les Neuf fils du dragon 龙生九子, 龍生九子, lóngshēng jiǔzǐ). Voir l'article dédié pour leur description

#### Cultures
Le dragon représente aussi le cycle de la végétation. Il est figuré par l'hexagramme K'ien, principe du ciel et de la création, et dont les 6 traits sont six dragons attelés figurant les étapes de sa manifestation.
- La première de ces manifestations est le « dragon invisible », à l'image de la semence enterrée, le pouvoir de la création non encore exprimée.
- La deuxième est nommée « dragon des champs », à l'image du germe qui croît, mais n'est pas encore visible.
- La troisième se nomme « dragon visible », et symbolise le germe apparaissant hors de terre.
- La quatrième est le « dragon bondissant » : la plante croît et donne ses fruits.
- La cinquième est dite « dragon volant », à l'image des graines et pollen qui essaiment.
- La sixième enfin est le « dragon planant », c'est l'esprit qui ordonne le tout, le roi-dragon céleste[13],[14],[15].

#### Feng shui
Le feng shui repose sur l'idée qu'il est essentiel d'organiser tout espace en fonction de règles précises, obéissant notamment aux quatre points cardinaux. Chacun était associé à une créature.
Un exemple est donné dans ce texte du Li ki : « Les soldats en marche ont en avant l’Oiseau rouge, en arrière le Guerrier sombre ; à gauche le Dragon vert, à droite le Tigre blanc. » Le nord étant symbolisé par la tortue (le Guerrier sombre) et le sud par l'Oiseau vermillon, ces soldats doivent avoir le sud devant eux, tandis que le Dragon, représentant l'est, doit être à leur gauche. C'est l'orientation habituelle de toute autorité, y compris du souverain qui « règne face au sud ».
Ces quatre créatures se retrouvent dans la tombe de Takamatsu-zuka. Le mur est couvert d'un soleil dominant le Dragon vert alors qu'à l'ouest on peut voir une lune surplombant le tigre. Le mur nord porte le Guerrier noir tandis que le sud est endommagé,,.

#### Autres symboliques du dragon
Le dragon en tant que tel recouvre de nombreux symboles :
- l'immortalité, par sa longévité exceptionnelle ;
- la persévérance et la réussite : à l'époque du frai de l'esturgeon du fleuve Jaune (ici assimilé à la carpe), la carpe remonte les rapides jusqu'à une chute nommée « porte du Dragon ». Si elle réussit à la franchir, elle se transforme en dragon. Sa volonté à remonter le courant est symbole de persévérance. Elle est souvent utilisée pour représenter le succès de l'examen d'État : on la voit bondir entre les petits poissons représentant les candidats ayant échoué[18] ;
- feu, force, suprématie : dans l'art martial du dragon.

## Corée: leYong
Le dragon coréen est dérivé de son pendant chinois. Comme lui, c'est une créature bienveillante associée à l'eau et à l'agriculture, amenant les nuages et la pluie. Par conséquent, les dragons coréens habitent généralement les fleuves, les lacs, les océans ou même les étangs profonds des hautes montagnes.

### Description

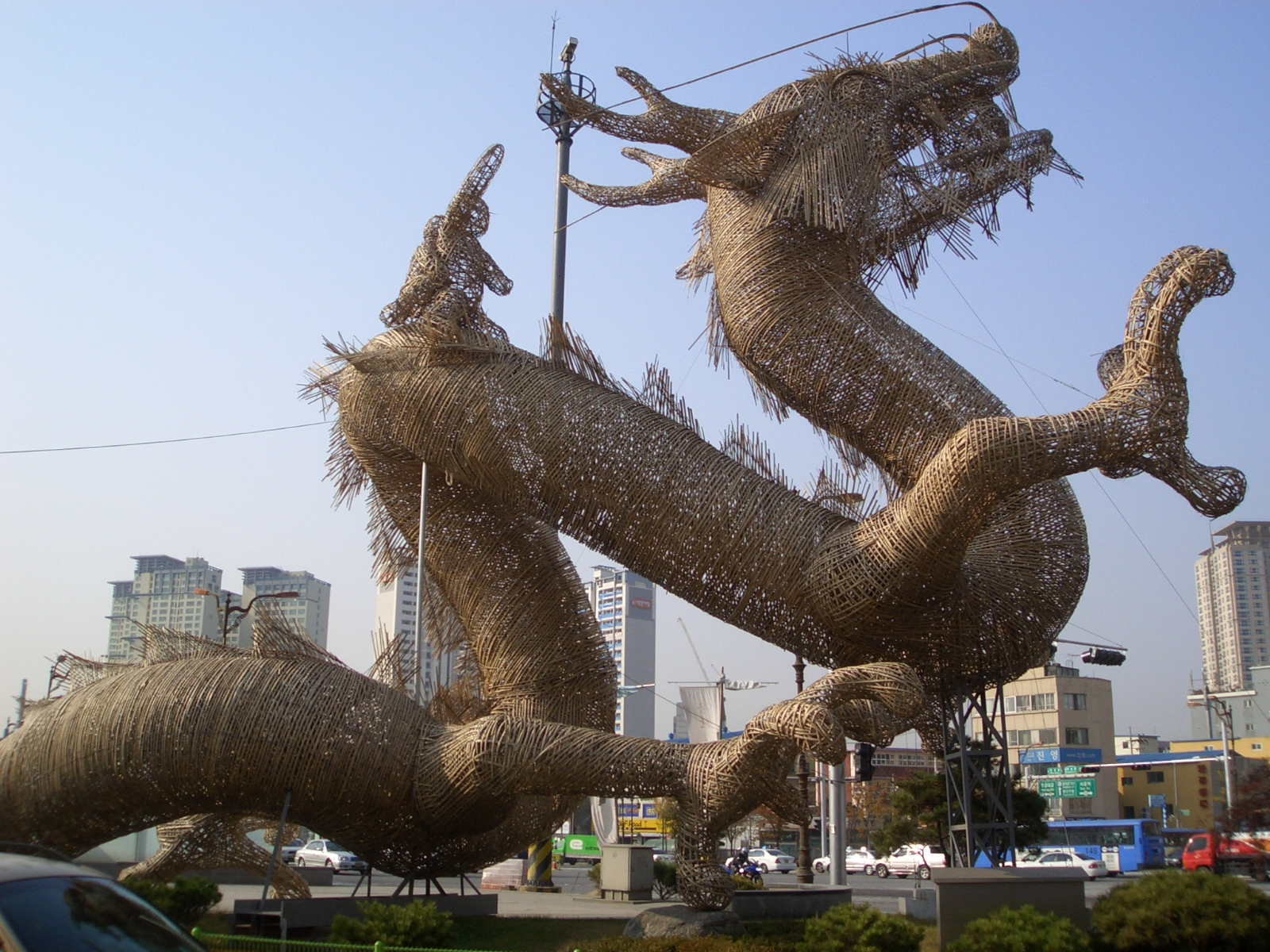
Dragon en bambou créé pour la célébration du de Yongsan-gu à Séoul en Corée.

Dragon Azur (peinture murale, tombes de Koguryo, Corée du Nord).

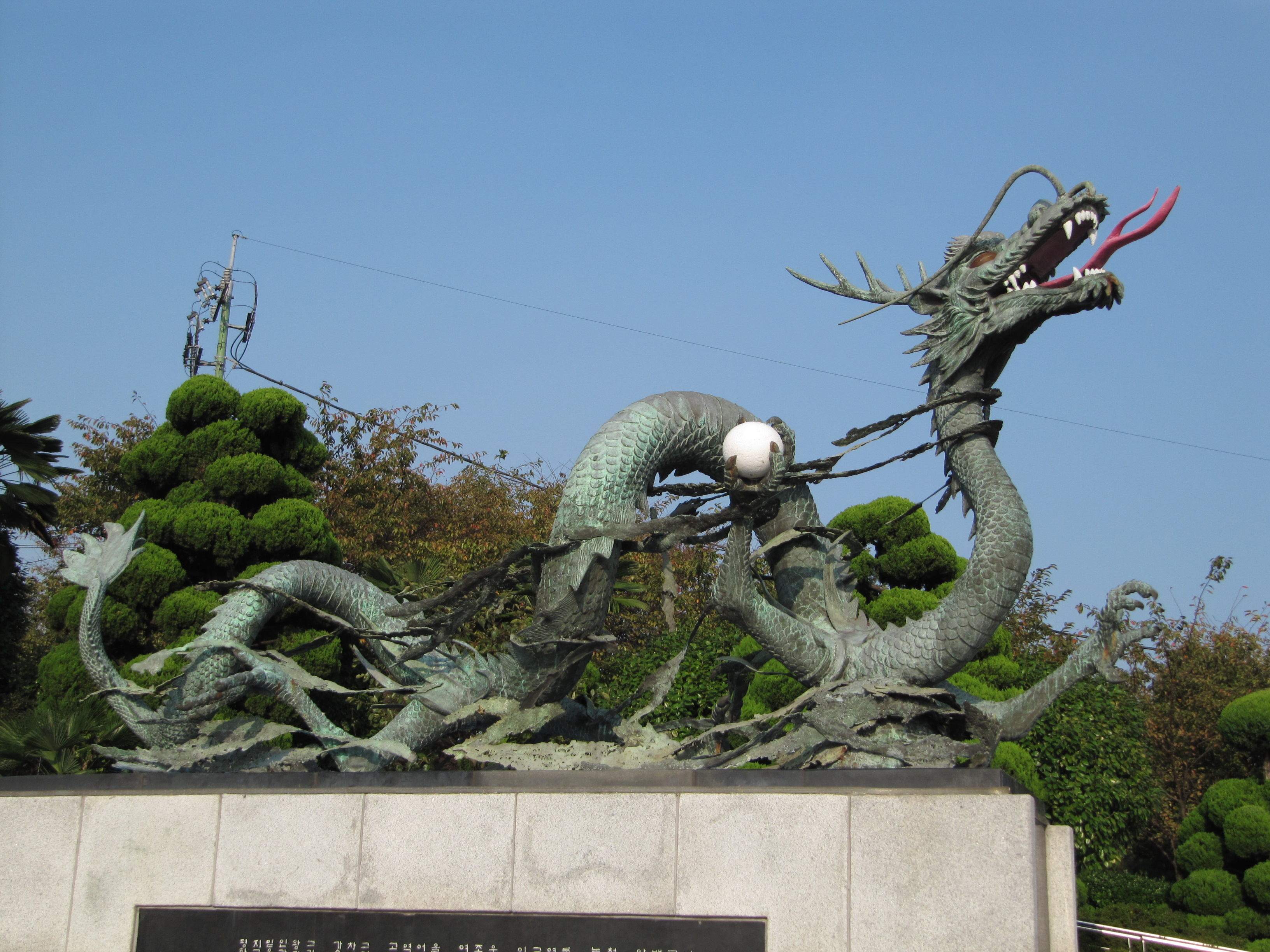
Dragon tenant un yeouiju (Busan, Corée du Sud).

Le dragon coréen possède certains traits caractéristiques comme la présence d'une longue barbe et l'absence d'ailes. Il est fort semblable en apparence aux dragons des mythologies chinoise et japonaise, découlant tous à l'origine du dragon chinois. Comparé à son homologue chinois, le dragon coréen a cependant une plus longue barbe.
De temps en temps, il arrive qu’un dragon soit représenté tenant entre ses griffes ou ses crocs un orbe géant, le yeouiju (여의주), version coréenne du mythique Chintamani. La légende raconte que quiconque serait capable de tenir dans ses mains le yeouiju gagnerait les dons d'omnipotence et de création à volonté, et que seuls les dragons à quatre griffes (qui auraient un pouce pour tenir l'orbe) seraient suffisamment sages et puissants pour réussir.
Tout comme en Chine, le nombre 9 est important et symbolique en Corée : on disait que les dragons possédaient 81 (9x9) écailles sur leurs dos, représentant ainsi le yang.

### Mythologie
D'anciens textes mentionnent parfois des dragons sensibles capables de parole et de comprendre des émotions complexes comme la dévotion, la bienveillance et la gratitude. Une légende coréenne, en particulier, parle du grand roi Munmu qui, sur son lit de mort, souhaita  « devenir Dragon de la mer orientale afin de protéger la Corée ».
Les mythes coréens expliquent que pour devenir un dragon, un serpent doit vivre un millier d'années. À ce moment une perle tombe du ciel que le serpent doit attraper dans sa bouche. S'il réussit il devient un dragon, s'il échoue il doit attendre mille autres années.

### Symbolique du dragon coréen
Le symbole du dragon fut utilisé intensivement dans la mythologie et l'art coréen. Sur le plan politique, le dragon représente, comme dans d'autres empires asiatiques, l'empereur, lui-même associé à la pluie et l'agriculture. Il fut dès lors interdit à ceux utilisant le titre de « roi » (Wang) d'arborer des ornements en forme de dragon. On leur associait traditionnellement le fenghuang.

### Formes dérivées du dragon coréen

#### Imugi
Dans la mythologie folklorique coréenne, la plupart des dragons étaient à l'origine des imugi (ou imoogi, coréen : 이무기 ; RR : Imugi), ou dragons inférieurs ressemblant à des serpents gigantesques. Il existe plusieurs versions différentes de ce qu'ils sont et de comment ils aspirent à devenir des dragons à part entière. Les Coréens pensaient qu'un imugi pouvait devenir un vrai dragon (yong or mireu) s'il attrapait un Yeouiju tombé du Ciel. Selon une autre version, les imugi sont des créatures sans cornes ressemblant à des dragons : ils ont été maudits et sont donc incapables de devenir des dragons. Une autre variante présente les imugi comme des proto-dragons qui doivent survivre mille ans avant de pouvoir devenir des dragons.
Toutes les versions s'accordent sur le fait qu'ils sont énormes, bienveillants et semblables à des pythons ; ils vivent dans l'eau ou dans des grottes, et les apercevoir porte chance.
L'imugi est aussi appelé ishimi (coréen : 이시미), miri (coréen : 미리), young-no (coréen : 영노), gangcheori (강철이 ; hanja : 強鐵) ou kkwangcheori (coréen : 꽝철이) ou kkangcheori (coréen : 깡철이), bari (coréen : 바리), hweryong (coréen : 훼룡v; hanja : 虺龍) ou iryong (coréen : 이룡 ; hanja : 螭龍).
L'imugi apparait dans la culture populaire coréenne:
- Dans le film sud-coréen D-War (2007), deux imugi, l'un bienveillant, l'autre malveillant, entrent en compétition pour le contrôle d'une source d'énergie appelée le Yeouiju (여의주), qui permettra à l'un d'eux de devenir un dragon. Les deux imugi ont une apparence différente : l'imugi malveillant a une teinte plus sombre et ressemble à un cobra ; l'imugi bienveillant est plus pâle et ressemble à un python.

- Le principal antagoniste du drama sud-coréen Tale of the Nine-Tailed (2020) est un imugi. Dans la série, il est présenté comme un serpent à forme humaine, pouvant posséder des êtres humains, répandre des maladies contagieuses mortelles et de lire les esprits. Dans le passé, il a échoué à devenir un dragon et a donc essayé de s'emparer d'un royaume avant d'être tué par l'esprit de la montagne Lee Yeon, aidé d'une princesse du royaume, Ah-eum. L'imugi ayant ressuscité dans le  monde moderne, il cherche à se venger de l'esprit et de la réincarnation d'Ah-eum, Nam Ji-ha.

#### Cocatrice coréenne
Le cocatrix coréen est connu sous le nom de gye-lyong (coréen : 계룡 ; hanja : 鷄龍), ce qui signifie littéralement poulet-dragon; il n'apparaît pas souvent comme un dragon. On les voit parfois tirer les équipages de personnages légendaires ou de parents de héros légendaires. Dans une légende qui se déroulerait lors de la fondation du royaume de Silla, la princesse serait née d'un œuf de cocatrix. C'est aussi de là que vient le nom de la ville de Gyeryong, dans la province du Chungcheong du Sud.

## Japon: leryū

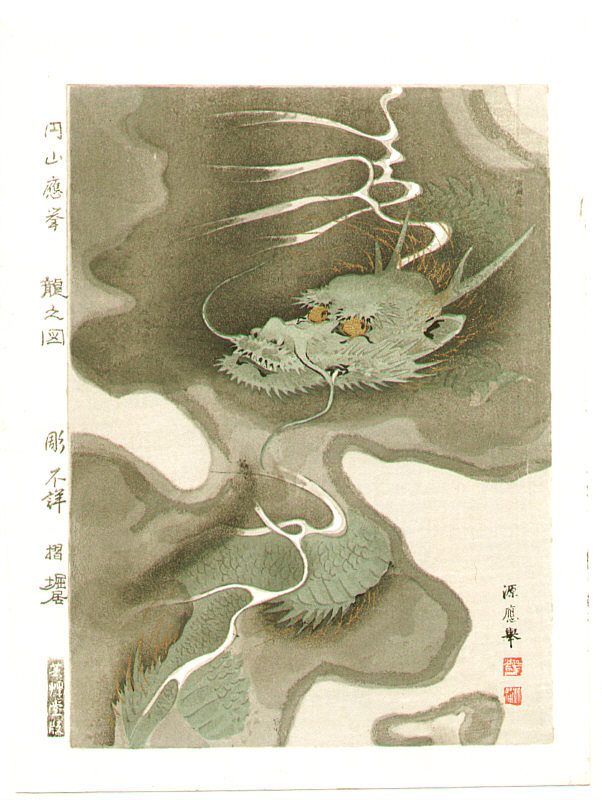
Illustration d'un dragon par Maruyama Ōkyo.

Le dragon japonais porte le nom en on'yomi de ryū () ou kun'yomi de tatsu () kyujitai : 龍 ou shinjitai : 竜. Il comporte des variations physiques, comme dans chaque région de l'Asie, mais cette adaptation du dragon chinois, sa symbolique et ses attributions sont semblables.
Comme les autres dragons asiatiques de la sphère culturelle chinoise, le dragon japonais est une créature serpentine apparentée au lóng chinois. Sa représentation est aussi influencée par le nāga de la mythologie indienne, et par d'anciennes croyances relatives aux divinités de l'eau au Japon. Il tient ainsi le même rôle protecteur que le nāga, une sorte de serpent géant[réf. à confirmer].
Tout comme lui il est dépeint comme aptère, et possédant de courtes pattes griffues ainsi qu'une tête portant des cornes ou des bois. Mais le ryū (prononciation à la chinoise en japonais du terme long) se distingue généralement des autres dragons asiatiques du fait qu'il ne possède que trois orteils contrairement au lóng ou au ryong.
Il est associé aux étendues d'eau, aux nuages ou au ciel. En premier lieu, on les relie à la mer, le Japon entouré par l'océan étant moins enclin à la sécheresse que la Chine.
Les dragons japonais ont tendance à être plus fins et à voler moins souvent que leurs pendants vietnamiens, coréens ou chinois, ce qui les fait davantage passer pour apparentés aux serpents.

### Les dragons dans la culture japonaise
Nombre de sanctuaires et d'autels en l'honneur des dragons peuvent encore être vus dans plusieurs régions de l'Extrême-Orient. Ils sont habituellement situés près des côtes et des berges de rivières, révélant l'étroite association entre dragons orientaux et eau. L'île du temple d'Itsukushima, dans la mer intérieure du Japon, est devenue une halte célèbre pour les pèlerins qui y méditent et prient les dragons.
Les sculptures de dragons peuvent aussi être utilisées pour décorer l'extérieur des temples bouddhistes. Ils représentent les obstacles humains de la vie qui doivent être traversés avant d'atteindre l'illumination.
Au Japon, les dragons sont souvent représentés au chōzuya, où les fidèles se purifient la bouche et les mains en avec de l'eau. Des sculptures sont aussi souvent pour protéger les sanctuaires contre les incendies. Lorsqu'un dragon est présent sur un mikoshi cela veut dire qu'il transporte un être supérieur à l'empereur.
La danse du dragon doré (Kinryū-no-mai) se tient chaque printemps au temple de Sensō-ji, à Asakusa. Le dragon est élevé du sol du Sensō-ji et parade dans le temple. Les gens jettent de l'argent à travers la grille et touchent le dragon censé porter chance. Le dragon est ensuite porté hors de l'enceinte du temple et effectue une danse devant la foule. Ce festival commémore la découverte en 628 du Kannon en or du temple, qui représente la déesse de la pitié, par deux frères qui pêchaient dans la rivière Sumida. La légende raconte que cette découverte fit voler les dragons dorés dans le ciel. La danse est réalisée en commémoration de cela et pour apporter bonne fortune et prospérité.

### Mythologie
Dans la mythologie japonaise, la première créature semblable à un dragon fut Yamata-no-Orochi, un énorme serpent mangeur de jeunes femmes, possédant huit têtes et huit queues. Il fut vaincu par Susanoo après que le kami l'eut rendu saoul grâce à du saké.
Les dragons du folklore japonais plus tardif furent plus inoffensifs, peut-être à cause de l'influence de la culture chinoise. Ils apparaissent dans de célèbres contes comme Monseigneur sac de riz, dans lequel le héros doit tuer un mille-pattes géant qui dévore les enfants du roi dragon du lac Biwa. Dans le conte de Urashima Tarō, le personnage principal sauve une tortue qui apparaît être la fille de Ryūjin, le roi dragon de l'océan.

## Viêt Nam: lerồng
Au Viêt Nam, le dragon (prononcé rồng, en hán tự : 龍) est la figure sacrée la plus importante. Comme les autres dragons asiatiques, il fut fortement influencé par le dragon chinois. Selon le mythe de la création en vigueur au Viêt Nam, tous les Vietnamiens sont les descendants d'un dragon et d'une nymphe des montagnes.
Comme en Chine, le dragon apporte la pluie, essentielle pour l'agriculture. Il représente aussi l'empereur, la puissance de la nation et est le symbole du yang, principe de vie et de croissance.

### La légende
Le petit-fils de la 5e génération de Shennong, Lạc Long Quân, dragon roi de la mer de Đông, épousa une fée, Âu Cơ, fille du roi Đế Lai. Âu Cơ pondit cent œufs desquels ont éclos cent fils. Le premier-né devint le roi du Lạc Việt, la première dynastie du Viêt Nam, se proclamant lui-même empereur Hùng Vương premier (qui fut ensuite suivi par Hùng Vương le second, Hùng Vương le troisième et ainsi de suite à travers dix-huit règnes). Cette histoire est à l'origine du proverbe vietnamien : « Con Rồng, cháu Tiên » (« Fils du dragon, petits-fils de fée »).

### Développement historique de l'image du dragon vietnamien

#### Préhistoire
Le dragon vietnamien est une chimère d'un crocodile, un serpent, un lézard et un oiseau. Historiquement, les premiers dragons vietnamiens était des crocodiles, vénérés par les populations vivant aux abords des rivières, sous le nom de Giao Long. Dans la culture Dong Son, des tambours et des récipients rituels présentent un bestiaire fantastique au sein duquel le dragon n’a pas encore véritablement trouvé la place qu'il aura plus tard.
Il existe quelques dragons trouvés sur des objets lors de fouilles archéologiques :
- le dragon-crocodile : dragons avec une tête de crocodile et un corps de serpent ;
- le dragon-chat trouvé sur un morceau de terre cuite vernie excavé à Bac Ninh possédait certains caractères de la période Đại Việt : il possède une tête courte qui n'est pas celle d'un crocodile, un long cou, des ailes et des dorsales filiformes et ses moustaches et sa fourrure se retrouvent dans l'image du dragon de Dai Viet.

#### Dynastie Han
Lors de la deuxième domination chinoise, sous la dynastie Han, de riches mobiliers funéraires (mis au jour dans les tombes du nord du Viêt Nam, dans la province de Thanh Hóa) montrent l’émergence de l’iconographie du dragon.

#### Dynastie Ngô(938-965)
Un petit dragon a été trouvé sur des briques de cette période, à Cổ Loa, il possède un corps de félin et une dorsale de poisson.

#### Dynastie Lý(1010-1225)

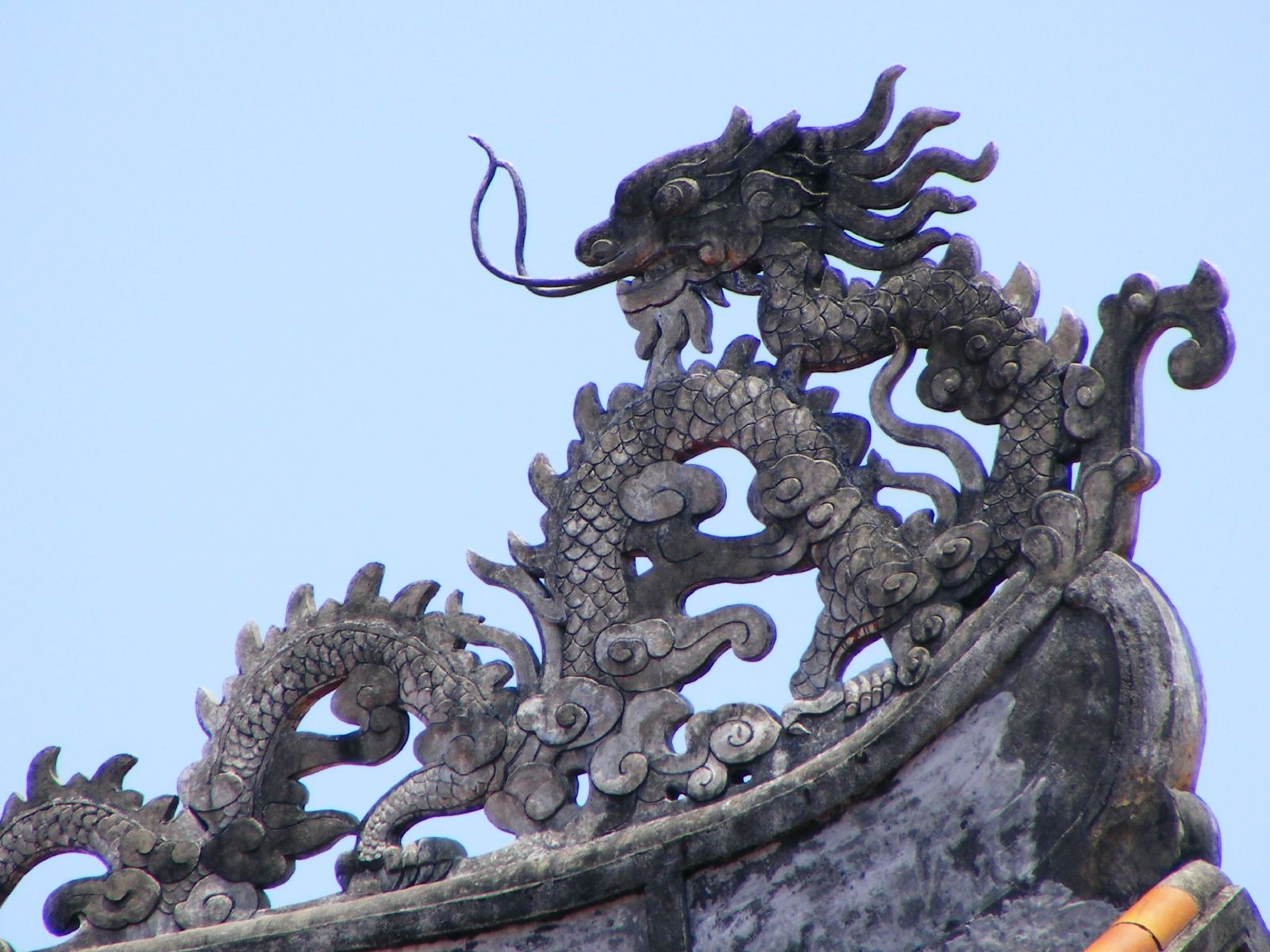
Ornement sur l'enceinte impériale représentant le dragon.

La dynastie Lý pose les bases de la culture féodale vietnamienne. Le bouddhisme se répand et Van Miêu, la première université féodale, ouvre ses portes. Avec l’indépendance vis-à-vis de la Chine, l’image du dragon sous les formes les plus variées[Quoi ?]. Le mince dragon qui découle de cette période représente le roi et est le dragon de la littérature. On le retrouve dans des éléments de décor architectural, des chefs-d’œuvre de céramique, divers objets somptuaires de bronze.
Les corps parfaitement arrondis de ces dragons forment de longues courbes sinueuses, s'effilant graduellement vers la queue. Le corps est divisé en 12 sections symbolisant les 12 mois de l'année. Son dos est orné de façon ininterrompue de petites nageoires régulières. La tête, redressée, reste dans les mêmes proportions que le corps. Elle possède une longue crinière, une barbe, des yeux proéminents, une moustache pointant vers l'avant, mais pas de cornes. Les jambes sont petites et fines et habituellement terminées par 3 griffes. La mâchoire est grande ouverte avec une longue et fine langue. À l'intérieur se trouve toujours un châu (joyau), symbole d'humanité, de noblesse et de savoir. Ces dragons sont capables de changer le climat et sont responsables des récoltes.

#### Dynastie Trần(1225-1400)
Le dragon de la dynastie Trần est semblable à celui de la dynastie Lý mais est plus intrépide. Il gagne de nouveaux détails : des bras et des cornes. Sa moustache est plus courte, son corps courbe est plus gros et petit au niveau de la queue. Il existe plusieurs sortes de queues (droite et pointue, en spirale) tout comme plusieurs types d'écailles (une demi-fleur régulière, une écaille légèrement courbe).
Ce dragon symbolise les arts martiaux, les rois de cette dynastie étant des descendants d'un commandant mandarin. À cette époque, les Vietnamiens ont à combattre les envahisseurs mongols.

#### Dynastie Lê
Durant cette période, du fait de l'expansion du confucianisme, le dragon vietnamien est davantage influencé par le dragon chinois. Contrairement à ceux des dynasties précédentes, les dragons de cette époque ne sont pas seulement représentés dans des positions sinueuses entre des nuages. Leur corps ne se courbe plus qu'en deux sections. Ils étaient majestueux, avec des têtes de lion. Un large nez remplace leur moustache. Leurs pieds possèdent 5 griffes acérées.

#### Dynastie Nguyễn
De 1802 à 1883, durant le début de la dynastie Nguyen, le dragon est représenté avec une queue en spirale et une longue nageoire. Sa tête et ses yeux sont larges. Il possède les cornes d'un cerf, un nez de lion, des canines développées, des écailles régulières et une moustache courbée. Les dragons représentant le roi possèdent 5 griffes, les autres 4. Il est personnifié par exemple dans l'image de la mère avec ses enfants.
De 1883 à 1945, l'image du dragon dégénère et devient peu raffiné, perdant sa majestuosité. Ce phénomène est associé au déclin dans l'art de la dernière dynastie vietnamienne.

### Dragons dans la culture vietnamienne

#### Dans la littérature
Certains proverbes et sentences mentionnent les dragons.
- Rồng gặp mây (« Le dragon rencontre les nuages ») : se dit d'une condition favorable.
- Đầu rồng đuôi tôm (« Une tête de dragon, une queue de crevette ») : qui commence bien mais termine mal.
- Rồng bay, phượng múa (« Le vol du dragon, la danse du phœnix ») : utilisé pour encenser l'usage que fait quelqu'un de la calligraphie qui écrit fort bien les idéogrammes chinois.
- Rồng đến nhà tôm (« Le dragon visite la maison de la crevette ») : compliment utilisé par une hôte envers son invité.
- Ăn như rồng cuốn, nói như rồng leo, làm như mèo mửa (« Manger comme le dragon défile, parler comme le dragon grimpe, travailler comme le chat vomit ») : critique adressée à quelqu'un qui mange trop, parle beaucoup et est fainéant.

#### Lieux-dits vietnamiens
Hanoï (en vietnamien : Hà Nội), la capitale du Viêt Nam, était anciennement connue sous le nom de Thăng Long (de Thăng, signifiant « grandir, développer, s'élever, voler, monter » et Long, signifiant « dragon »), toujours utilisé pour parler de la capitale avec une certaine emphase. En l'an 1010, le roi Lý Thái Tổ déplaça la capitale de Hoa Lu à Đại La pour des raisons développée dans le Chiếu dời đô (proclamation royale du déplacement de la capitale). Il vit un dragon jaune (Rồng vàng) voler dans le ciel bleu et changea dès lors le nom de Đại La en Thăng Long, signifiant de la sorte « le futur lumineux et développé du Viêt Nam ».
Plusieurs endroits au Viêt Nam incorporent le mot Long ou Rong :
- la baie de Hạ Long (vịnh Hạ Long), la partie du fleuve Mékong passant à travers le Viêt Nam et comprenant neuf branches nommées Cửu Long, représentant neuf dragons ;
- Le pont Hàm Rồng, sur la rivière Ma à 5 km au nord de Thanh Hóa.

#### Autres références au dragon au Viêt Nam
- Thanh Long, le fruit du dragon ou pitaya
- Vòi rồng, une trombe d'eau
- Xương rồng : les Cactaceae
- Long nhãn : les yeux du dragon, nom vietnamien désignant le fruit longane.